# 三氢化钕
三氢化钕是一种由钕和氢构成的无机化合物，化学式为NdH3。

## 制备
它可由金属钕在氢气气氛中加压加热反应得到：
2 Nd + 3 H2 → 2 NdH3

## 性质
三氢化钕是六方晶系的蓝色晶体，晶胞参数a=0.385 nm, c=0.688 nm。
它可以和水反应：
NdH3 + 3 H2O → Nd(OH)3 + 3 H2↑